# SHOX
SHOX (англ. Short stature homeobox) – білок, який кодується однойменним геном, розташованим у людей на короткому плечі X-хромосоми. Довжина поліпептидного ланцюга білка становить 292 амінокислот, а молекулярна маса — 32 236.
| 10         |  | 20         |  | 30         |  | 40         |  | 50         |
| ---------- |  | ---------- |  | ---------- |  | ---------- |  | ---------- |
| MEELTAFVSK |  | SFDQKSKDGN |  | GGGGGGGGKK |  | DSITYREVLE |  | SGLARSRELG |
| TSDSSLQDIT |  | EGGGHCPVHL |  | FKDHVDNDKE |  | KLKEFGTARV |  | AEGIYECKEK |
| REDVKSEDED |  | GQTKLKQRRS |  | RTNFTLEQLN |  | ELERLFDETH |  | YPDAFMREEL |
| SQRLGLSEAR |  | VQVWFQNRRA |  | KCRKQENQMH |  | KGVILGTANH |  | LDACRVAPYV |
| NMGALRMPFQ |  | QVQAQLQLEG |  | VAHAHPHLHP |  | HLAAHAPYLM |  | FPPPPFGLPI |
| ASLAESASAA |  | AVVAAAAKSN |  | SKNSSIADLR |  | LKARKHAEAL |  | GL         |

A: Аланін

C: Цистеїн

D: Аспарагінова кислота

E: Глутамінова кислота

F: Фенілаланін

G: Гліцин

H: Гістидин

I: Ізолейцин

K: Лізин

L: Лейцин

M: Метіонін

N: Аспарагін

P: Пролін

Q: Глутамін

R: Аргінін

S: Серин

T: Треонін

V: Валін

W: Триптофан

Кодований геном білок за функціями належить до активаторів, білків розвитку. 
Задіяний у таких біологічних процесах, як транскрипція, регуляція транскрипції, альтернативний сплайсинг. 
Білок має сайт для зв'язування з ДНК. 
Локалізований у ядрі.